# Bento Martins de Meneses
Bento Martins de Meneses, o Barão do Ijuí, (Cachoeira do Sul, 7 de setembro de 1818 — Uruguaiana, 27 de março de 1881) foi um militar brasileiro.

## Biografia
Integrou a antiga Guarda Nacional. Depois de participar da Guerra dos Farrapos e dos conflitos com o Uruguai em 1851 e 1852, foi reformado com a patente de Tenente Coronel. Mudou-se para Uruguaiana, onde, à época da Guerra do Paraguai, formou o 17º Regimento de Cavalaria, que enfrentou as tropas de Estigarribia e apoiou as famílias que se refugiaram em Alegrete. Depois da guerra, recebeu o posto de Brigadeiro Honorário do Exército, equivalente hoje ao de General de Brigada.
O solar onde viveu é um ponto turístico em Uruguaiana.